# جون راوش
جون راوش (بالإنجليزية: John Rauch)‏ هو مدرب رياضي أمريكي، ولد في 20 أغسطس 1927 في فيلادلفيا في الولايات المتحدة، وتوفي في 10 يونيو 2008 في أولدسمار في الولايات المتحدة.

## وصلات خارجية
- جون راوش على موقع مرجع كرة القدم المحترفة.كوم (الإنجليزية)
- جون راوش على موقع قاعة جورجيا للمشاهير الرياضية (مؤرشف) (الإنجليزية)
- جون راوش على موقع إن إن دي بي (الإنجليزية)